# Кавдины
Кавдины (лат. Caudini) — одно из четырёх самнитских племён. Как и другие самнитские племена, упоминается как отдельное племя после Пирровой войны и роспуска Самнийской федерации. Некоторые историки оспаривают принадлежность кавдинов к самнитам. 
Самые западные из самнитов, кавдины жили в горах Кампании в долинах рек Вольтурно и Исклеро (англ. Isclero).
Столица находилась в городе Кавдиуме (англ. Caudium) (совр. Монтесаркьо), который дал имя племени. Известны другие города кавдинов: города в районе горного хребта Monti Trebulani: Кайаццо, Trebula Balliensis, Cubulteria а также, возможно, им принадлежали города Telesia (совр. Телезе-Терме) и Saticula.
Кавдины подверглись сильному влиянию греков Кампании, и были самым урбанизированными из самнитов.
В третьем веке до н. э. часть из кавдинских городов были независимыми союзниками Рима, и чеканили собственную монету.
Кавдины вошли в римскую трибу Falerna. Некоторые из кавдинских городов восстали против Рима во время второй Пунической войны, но, в отличие от других самнитов, кавдины не участвовали в Союзнической войне 91—88 до н. э., будучи к тому времени уже давно ассимилированными Римом. По административному делению Октавиана Августа, города кавдинов вошли в 1-й регион (Лаций и Кампания) в отличие от земель остальных самнитов, вошедших в 4-й регион (Самний).